# Ischnomesus antarcticus
Ischnomesus antarcticus är en kräftdjursart som beskrevs av Schultz 1979. Ischnomesus antarcticus ingår i släktet Ischnomesus och familjen Ischnomesidae. Inga underarter finns listade i Catalogue of Life.